# Сабугейру (Аррайолуш)
Сабуге́йру (порт. Sabugueiro) — фрегезия (район) в муниципалитете Аррайолуш округа Эвора в Португалии. Территория — 38,08 км². Население — 453 жителей. Плотность населения — 11,9 чел/км².